# 胶州站

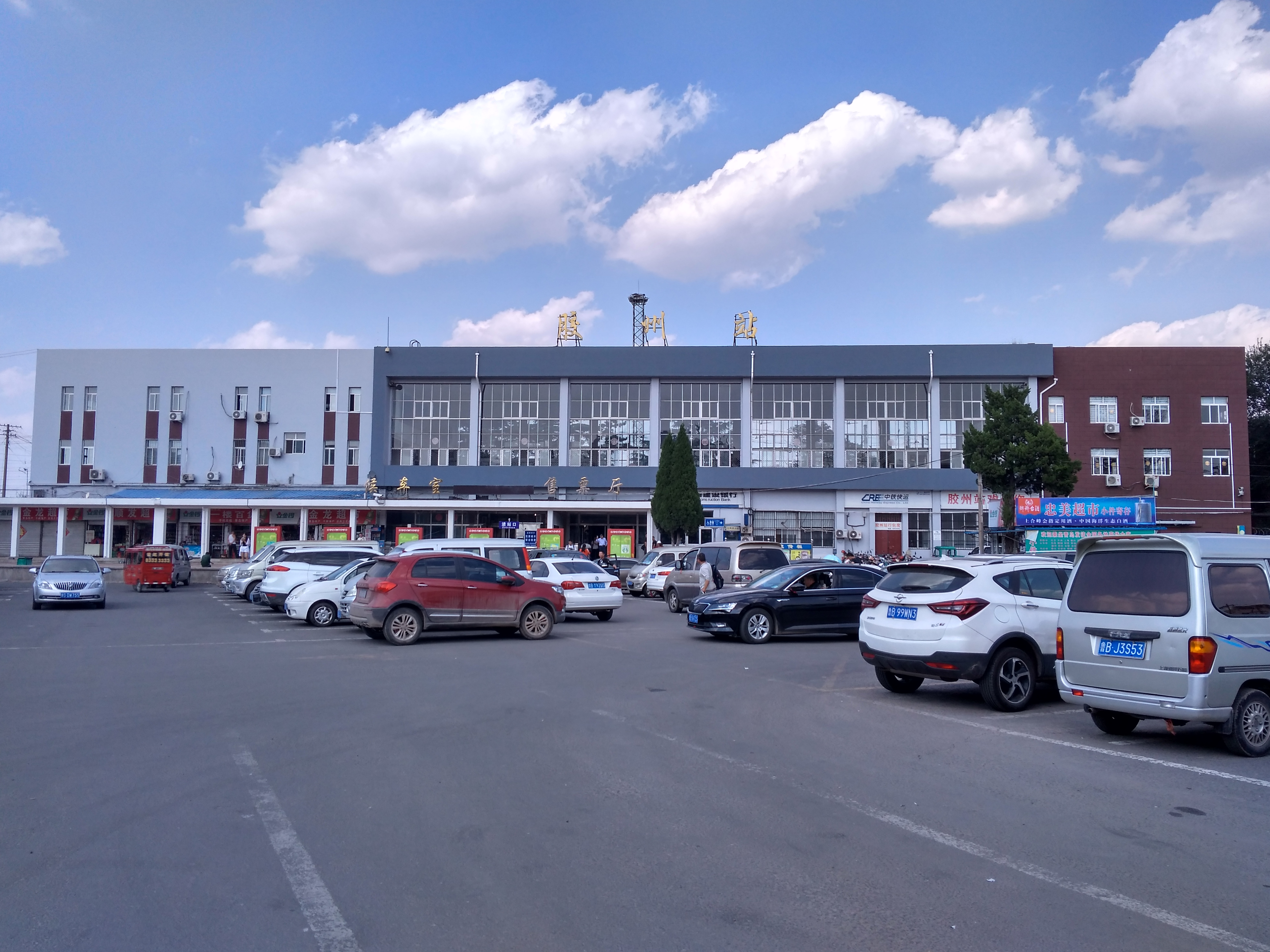
改造前的胶州站

胶州站是胶济铁路、胶新铁路和胶黄铁路的一座铁路车站，位于青岛市胶州市中云街道东北部。胶州站于1901年4月8日建成通车，1936年8月-1988年12月期间曾改名胶县站。胶州站的站房原为一座单层的德式小楼；目前站房为中华人民共和国成立初期所建。二等站。目前客运：办理旅客乘降；行李包裹托运；货运办理整车普通货物发到，连接青岛铁路集装箱中心站。

## 車站周邊
- 青岛铁路集装箱中心站
- 胶州中云街道办事处高州路居民委会
- 中国农业银行兰州西路分理处